# Ace the Wonder Dog
Ace the Wonder Dog (litt. « Ace le Chien Merveilleux ») est un berger allemand qui a joué dans plusieurs films et serials de 1938 à 1946. Sa première apparition fut dans le film de Lew Landers, Blind Alibi en 1938. Il est considéré par de nombreux critiques comme une tentative de la RKO Pictures de tirer profit du succès de la star canine de Warner Bros., Rintintin.
Après avoir réalisé plusieurs programmes pour la RKO, Ace passe chez Republic Pictures pour plusieurs projets, puis à la Columbia Pictures pour jouer le rôle du partenaire du Fantôme, « Diable », dans le serial The Phantom en 1943.
Le déclin de sa popularité signifie que la plupart de ses apparitions après sa première percée en tant que « Ace » de RKO furent pour Monogram et le studio de Poverty Row, Producers Releasing Corporation. En 1945, il apparaît dans le rôle de « Rusty » dans The Adventures of Rusty (en), le premier des huit films sur « Rusty » de Columbia. Il n'a repris le rôle dans aucun des films suivants.
Ace n'est que l'un des nombreux « Chiens merveilleux » de l'histoire des chiens de fiction. Parmi les autres, on peut citer Rintintin (présenté lors de son émission radiophonique de 1930 sous le titre « Rin Tin Tin, le chien merveilleux »), Pal the Wonder Dog (en), Gaspode the Wonder Dog, Rex the Wonder Dog des films muets et l'autre Rex the Wonder Dog (en) de DC Comics.

## Filmographie
- 1938 : Blind Alibi (en) de Lew Landers
- 1938 : Deux Camarades (Orphans of the Street) de John H. Auer
- 1938 : Home on the Rage' de Del Lord (court métrage)
- 1939 : Almost a Gentleman (en) (ou Magnificent Outcast) de Leslie Goodwins
- 1939 : The Rookie Cop (en) (ou Swift Vengeance) de David Howard
- 1940 : Girl from God's Country (en) de Sidney Salkow
- 1942 : The Girl from Alaska (en) de Nick Grinde et William Witney
- 1942 : War Dogs (ou Pride of the Army, ou Unsung Heroes) de S. Roy Luby
- 1943 : Silent Witness (ou Attorney for the Defense) de Jean Yarbrough
- 1943 : Headin' for God's Country de William Morgan
- 1943 : The Phantom de B. Reeves Eason
- 1944 : Le Créateur de monstres (en) (The Monster Maker) de Sam Newfield
- 1945 : The Adventures of Rusty de Paul Burnford
- 1946 : Danny Boy de Terry O. Morse
- 1946 : God's Country de Robert Emmett Tansey